# Turn! Turn! Turn!
| 전문가 평가   | 전문가 평가 |
| 평가 점수     | 평가 점수   |
| 출처          | 점수        |
| ------------- | ----------- |
| Record Mirror | [ 1 ]       |

《Turn! Turn! Turn!》은 1965년 12월 6일, 컬럼비아 레코드가 발매한 미국의 록 밴드 버즈의 두 번째 스튜디오 음반이다. 전작인 《Mr. Tambourine Man》과 마찬가지로, 이 음반은 포크 록 장르를 전형적으로 보여주었고 그 밴드의 보컬 하모니와 장엄한 12줄의 리켄배커 기타의 성공적인 혼합을 계속했다.
이 음반은 빌보드 200 차트에서 17위로 정점을 찍었고, 영국에서 11위로 올라섰다. 〈Turn! Turn! Turn!〉 싱글은 음반보다 두 달 앞서 빌보드 핫 100 차트에서 1위를 차지했다. 이 음반에서 가져온 또 다른 싱글인 〈Set You Free This Time〉은 덜 성공적이었고 미국 50위권 진입에 실패했다.
《Turn! Turn! Turn!》에서 로저 맥귄은 작곡에 대한 기여도가 높아졌고 리듬 기타리스트 데이비드 크로스비는 버즈의 음반에 첫 작사, 작곡 공로를 인정받았지만, 밴드의 작곡가 진 클라크는 여전히 원곡의 대부분을 기여했다. 이 음반에는 두 장의 밥 딜런의 커버 〈The Times They Are a-Changin'〉과 당시 발매되지 않은 곡 〈Lay Down Your Weary Tune〉가 포함되어 있다. 이 음반은 1973년 오리지널 5중주단의 재결합 음반인 《Byrds》가 발매될 때까지 진 클라크의 완전한 참여를 특징으로 하는 버즈의 마지막 음반이 될 것이다.

## 배경
데뷔 음반과 히트 싱글 〈Mr. Tambourine Man〉과 〈All I Really Want to Do〉의 국제적인 성공 이후, 버즈는 후속 음반 녹음을 시작하기 위해 1965년 6월 28일 할리우드의 컬럼비아 스튜디오에 들어갔다. 1965년 후반까지, 밴드는 셰어, 터틀스, 위 파이브, 배리 맥과이어 등의 히트 음반들이 버즈의 영향력의 특징들을 분명히 가지고 있는 등, 그 기원에 중요한 역할을 했던 포크 록 트렌드가 속도를 내고 있었다. 그렇게 영향력 있는 밴드임에도 불구하고, 버즈는 그들의 두 번째 싱글 〈All I Really Want to Do〉가 미국 차트에서 달성한 상대적 성공 부족에 실망했고 시장에서 그들의 입지를 유지하기 위해 강력한 세 번째 싱글이 필요하다고 느꼈다.

## 곡 목록
| #  | 제목                                                    | 작사·작곡              | 재생 시간 |
| -- | ------------------------------------------------------- | ---------------------- | --------- |
| 1. | 〈Turn! Turn! Turn! (To Everything There Is a Season)〉 | 전도서, 피트 시거      | 3:49      |
| 2. | 〈It Won't Be Wrong〉                                   | 로저 맥귄, 하비 거스트 | 1:58      |
| 3. | 〈Set You Free This Time〉                              | 진 클라크              | 2:49      |
| 4. | 〈Lay Down Your Weary Tune〉                            | 밥 딜런                | 3:30      |
| 5. | 〈He Was a Friend of Mine〉                             | 민요, 맥귄 (편곡)      | 2:30      |

| #  | 제목                               | 작사·작곡               | 재생 시간 |
| -- | ---------------------------------- | ----------------------- | --------- |
| 1. | 〈The World Turns All Around Her〉 | 클라크                  | 2:13      |
| 2. | 〈A Satisfied Mind〉               | 레드 헤이스, 잭 로즈    | 2:26      |
| 3. | 〈If You're Gone〉                 | 클라크                  | 2:45      |
| 4. | 〈The Times They Are a-Changin'〉  | 딜런                    | 2:18      |
| 5. | 〈Wait and See〉                   | 맥귄, 데이비드 크로스비 | 2:19      |
| 6. | 〈Oh! Susanna〉                    | 스티븐 포스터           | 3:03      |